# 索爾氏無鋸鰨
索爾氏無鋸鰨為輻鰭魚綱鰈形目鰨亞目無臂鰨科的其中一種，為熱帶淡水魚，分布於南美洲Metica河流域，身體輪廓幾乎呈卵形，眼分得很開，垂直的黑色線條顯著而且與一對縱向深色毗鄰側線的斑紋越過, 形成一個在褐色背景上的典型網狀的圖案；身體與鰭有不同大小的不規則黑色斑塊，體長可達7公分，棲息在底層水域，生活習性不明。

## 扩展阅读
維基物種上的相關：索爾氏無鋸鰨